# Stetsonville
Stetsonville ist eine Gemeinde (mit dem Status „Village“) im Taylor County im US-amerikanischen Bundesstaat Wisconsin. Im Jahr 2010 hatte Stetsonville 541 Einwohner.

## Geografie
Stetsonville liegt im mittleren Norden Wisconsins unweit der Quelle des Big Eau Pleine River, der über den Wisconsin River zum Stromgebiet des Mississippi gehört. 
Die geografischen Koordinaten von Stetsonville sind 45°04′37″ nördlicher Breite und 90°18′54″ westlicher Länge. Das Gemeindegebiet erstreckt sich über eine Fläche von 0,96 km² und wird im Westen von der Town of Little Black und im Osten von der Town of Deer Creek umgeben, ohne einer davon anzugehören.
Nachbarorte von Stetsonville sind Goodrich (25,6 km ostnordöstlich), Athens (23,4 km ostsüdöstlich), Dorchester (9,8 km südlich), Abbotsford (14,6 km in der gleichen Richtung), Curtiss (22,6 km südwestlich), Little Black (5 km nordnordwestlich) und Medford (8 km in der gleichen Richtung).
Die nächstgelegenen größeren Städte sind Eau Claire (119 km westsüdwestlich), Rochester in Minnesota (263 km südwestlich), die Twin Cities (Minneapolis und Saint Paul) in Minnesota (241 km westlich), Duluth am Oberen See in Minnesota (314 km nordwestlich), Wausau (70 km ostsüdöstlich), Green Bay am Michigansee (218 km in der gleichen Richtung), Wisconsins größte Stadt Milwaukee (358 km südöstlich) und Wisconsins Hauptstadt Madison (293 km südsüdöstlich).

## Verkehr
Der Wisconsin State Highway 13 verläuft in Nord-Süd-Richtung als Hauptstraße durch Stetsonville. Alle weiteren Straßen sind untergeordnete Landstraßen, teils unbefestigte Fahrwege sowie innerörtliche Verbindungsstraßen.
Durch Stetsonville verläuft parallel zum WIS 13 eine Eisenbahnlinie für den Frachtverkehr der Canadian National Railway (CN).
Mit dem Taylor County Airport befindet sich 2,8 km nördlich ein kleiner Flugplatz. Der nächstgelegene Regionalflughafen ist der Central Wisconsin Airport bei Wausau (78,4 km südöstlich). Der nächste Großflughafen ist der Minneapolis-Saint Paul International Airport (262 km westlich).

## Bevölkerung
Nach der Volkszählung im Jahr 2010 lebten in Stetsonville 541 Menschen in 242 Haushalten. Die Bevölkerungsdichte betrug 563,5 Einwohner pro Quadratkilometer. In den 242 Haushalten lebten statistisch je 2,24 Personen. 
Ethnisch betrachtet setzte sich die Bevölkerung zusammen aus 98,5 Prozent Weißen, 0,7 Prozent Afroamerikanern sowie 0,2 Prozent (eine Person) Asiaten; 0,6 Prozent stammten von zwei oder mehr Ethnien ab. Unabhängig von der ethnischen Zugehörigkeit waren 1,1 Prozent der Bevölkerung spanischer oder lateinamerikanischer Abstammung. 
23,7 Prozent der Bevölkerung waren unter 18 Jahre alt, 59,3 Prozent waren zwischen 18 und 64 und 17,0 Prozent waren 65 Jahre oder älter. 51,0 Prozent der Bevölkerung waren weiblich.
Das mittlere jährliche Einkommen eines Haushalts lag bei 41.250 USD. Das Pro-Kopf-Einkommen betrug 19.635 USD. 14,5 Prozent der Einwohner lebten unterhalb der Armutsgrenze.